# 小林陽広
小林 陽広（こばやし あきひろ、1981年7月3日 - ）は、NHKのアナウンサー。

## 人物
群馬県高崎市出身。群馬県立高崎高等学校、慶應義塾大学理工学部卒業後、2006年4月入局。
大相撲中継を中心に、主にスポーツ中継を担当している。
アナウンス技術は的確で、特に相撲中継での実況に対する評価は非常に高い。

## エピソード
- 高校野球の中継では、2013年春に「遠軽対いわき海星」という史上初の21世紀枠出場校同士の対戦をラジオ第1で実況。“タオル回し”の応援で甲子園が異様な雰囲気となった2016年夏の「東邦対八戸学院光星」や、甲子園史上最大タイ、8点差からの逆転劇となった2014年夏の「大垣日大対藤代」なども担当した。
- 高松局時代には、香川県内向けの放送としてカマタマーレ讃岐や香川オリーブガイナーズの試合の実況も不定期に担当していた。
- 長崎局、高松局時代には非常に厭世的かつ暗い内容のブログを公開していた。一部に熱烈なファンを持っていたが寡筆（「面倒くさいから」と説明していた）であり、約2年半ぶりに更新した際は、twitterのNHK高松公式アカウントで予告がなされた程[2]。競馬では、圧倒的人気となったハープスターが敗れた2014年のオークスや、アーモンドアイが世界レコードで圧勝した2018年のジャパンカップなどを実況した。
- 2020年初場所千秋楽で幕内初優勝を果たした、幕尻（前頭西17枚目）・德勝龍の優勝インタビューを担当。德勝龍が「自分なんかが優勝して、良いんでしょうか?」の質問に、小林は「もう皆さんですね、結びの一番の大関（貴景勝）戦。あの相撲内容を見ればもう、納得の優勝だと思います!」等とのやり取りで観客の笑いを誘い、さらに初場所中に急逝した大学時代の恩師・伊東勝人監督の話で、德勝龍が思わず言葉に詰まり涙が溢れる等、その絶妙な会話のインタビューが話題となる。元横綱でNHK専属相撲解説者・北の富士を始め、視聴者からも絶賛の声が相次いでいた[3][4]。
- 大相撲2022年9月場所4日目の幕内の取組で宇良が宝富士に伝え反りを決めた際は、アナウンサー泣かせの状況と思われた中で、瞬時かつ的確に「脇の下をくぐったので、伝え反りを取るでしょうか。勝ったのは宇良です」と補足した[5]。
- 2022年10月に2度目の東京アナウンス室に異動となる。高栁秀平の9月30日での退職に伴い、急遽異動となった。東京ではラジオニュースや地方局に応援に出向きローカルニュースを多く担当した。
- 2023年度からは、福井放送局へ異動し、夕方ニュース『ニュースザウルスふくい』のキャスターを大谷舞風と隔週交代で務めている。大相撲中継実況は福井放送局異動後、一時離れていたが2023年9月の秋場所から復帰している。

## 現在の担当番組
- 福井県のニュース
- スポーツ中継実況（大相撲など）

## 過去の担当番組
福島放送局時代（2006年度 - 2009年度）
- 主役は福島!みんなのテレビ
- これこそ!わが町 元気魂 （2008年1月2日）
- 着信御礼!ケータイ大喜利 （2008年4月20日、9月6日）
- 女子サッカー なでしこリーグ 試合中継実況
- 福島県のニュース・中継・リポート

長崎放送局時代（2010年度 - 2013年度）
- なが☆スペ「でんでらフライデー」（2011年4月 - 2013年3月）
- 長崎原爆犠牲者慰霊平和祈念式典 （キャスター 2011年 - 2013年）
- ホリデーインタビュー （制作担当 2012年5月5日）
- 見んと!長崎 （キャスター 2012年4月 - 2014年3月）
- サッカーJ2 Vファーレン長崎 試合中継実況
- 長崎県のニュース・中継・リポート

高松放送局時代（2014年度 - 2017年度）
- ゆう6かがわ （キャスター 2015年4月 - 2017年3月）
- 競馬「第78回桜花賞」 （スタジオアナウンサー 2018年4月8日）
- サッカーJ2 カマタマーレ讃岐 試合中継実況
- 四国アイランドリーグplus（独立リーグ）香川オリーブガイナーズ 試合中継実況
- 香川県のニュース・中継・リポート

東京アナウンス室時代（1度目）（2018年度 - 2020年6月）
- 箱根駅伝（中継リポーター）
  - 第95回（2019年1月2日、3日）
  - 第96回（2020年1月2日、3日）
- ラグビーワールドカップ2019（スタジオアナウンサー）
  - プールステージ・プールB ニュージーランド×カナダ（2019年10月2日）
  - ウイークリーハイライト『第4回』（2019年10月14日）

宇都宮放送局時代（2020年7月 - 2022年9月）
- とちぎ630（キャスター：2020年9月7日 - 2022年9月末）
- 各種スポーツ中継 - 相撲中継など

東京アナウンス室時代（2度目）（2022年10月 - 2023年3月）
- ニュース
  - NHKラジオニュース
    - 火曜日と木曜日の日勤、金曜日の夜勤を担当することが多かった。

  - NHKきょうのニュース - ラジオ第1（谷地健吾の代理キャスター：2023年1月8日、9日）
  - 地方局への応援
    - 頻繁に地方局に派遣されて、テレビ・ラジオともローカルニュースやレポートを担当することが多かった。地方局からの列島ニュースへの出演もあった[6]。
    - 長野放送局[7]、福島放送局[8]や岡山放送局[9]など、全国の広い範囲へ出張していた。
    - 2022年末に金沢放送局へ出張して、石川県域の夕方ニュース『かがのとイブニング』に登場した際には、大雪に関するレポートを行った[10]。

福井放送局時代（2023年度 - ）
- ニュースザウルスふくい（キャスター：2023年4月3日 - 2025年3月21日）[11]
- 令和6年能登半島地震の緊急報道対応による金沢放送局への応援派遣（2024年1月）
  - 全国ニュースや石川県内ニュースでの中継も担当。

## 競馬GI実況履歴
- 第48回高松宮記念（2018年3月25日）
- 第38回ジャパンカップ（2018年11月25日）
- 第79回桜花賞（2019年4月7日）
- 第80回菊花賞（2019年10月20日）
- 第25回NHKマイルカップ（2020年5月10日）
- 第26回NHKマイルカップ（2021年5月9日）
- 第82回皐月賞（2022年4月17日）